# Suwŏl
Suwŏl (ur. 1855, zm. 1928) – koreański mistrz sŏn, uczeń i spadkobierca mistrza Kyŏnghŏ Sŏngu.

## Życiorys
Suwŏl pochodził z niezwykle biednej rodziny (o statusie wręcz półniewolniczym). Nie umiał pisać, czytać, nie mógł się nawet ożenić, co było niezwykłe w tym społeczeństwie, w którym chłopcy byli żenieni jako nastolatkowie, bez względu na ich status majątkowy.
W wieku 29 lat Suwŏl wstąpił do klasztoru Ch'ongjang. Główny mnich nie był zachwycony mając w klasztorze dorosłego niepiśmiennego wieśniaka. Co więcej, Suwŏl w ogóle nie angażował się ani w naukę sutr, ani w praktykę sŏn. Zajmował się głównie zbieraniem drewna opałowego dla klasztoru. Otrzymał od głównego kapłana sutrę, którą miał powtarzać nieustannie podczas zbierania drewna. Suwŏl miał czyste serce i chociaż sutry w ogóle nie rozumiał, całkowicie poświęcił się jej recytowaniu w każdym świadomym momencie swojego życia, niezależnie od tego, czym był zajęty. Pewnego dnia osiągnął wielkie samadhi, chociaż wcale do tego nie zmierzał.
Kilka lat później Suwŏl zastąpił Taeho na stanowisku głównego mnicha. Jednak później przeniósł się do klasztoru Sangwon na górze Odae, gdzie studiował sŏn u mistrza Hanama, spadkobiercy Kyŏnghŏ.
W 1907 r. Suwŏl udał się do klasztoru Pohyon na górze Myohyang, gdzie przebywał przez 3 lata. Tam spotkał mistrza Kyŏnghŏ, który dał mu przekaz Dharmy. Wkrótce Suwŏl stał się znany wśród koreańskich buddystów.
W 1912 r. mistrz Kyŏnghŏ umierając, przekazał Suwŏlowi i Mangongowi swoje ostatnie życzenie i testament. Po kremacji nauczyciela Suwŏl udał się do Mandżurii, gdzie prowadził małe gospodarstwo. Ponieważ w 1911 r. Japończycy rozpoczęli okupację Korei, wielu wieśniaków uciekło do Mandżurii i Suwŏl prawdopodobnie prowadził wszelkie usługi religijne i pomagał w praktyce. Jednak Suwŏl nigdy nie przyjął żadnego ucznia i nie przekazał nikomu Dharmy.
Suwŏl zmarł w lipcu 1928 r.
Przypominał trochę Hyewŏla. Obaj byli typowymi buddyjskimi mnichami, którzy utrzymywali w ciężkich czasach dynastii Yi żywą tradycję, dzięki oddaniu, poświęceniu a nawet świętości. Suwŏl milczał przez cały czas i nigdy nie przemówił, dopóki go o coś nie zapytano. Nigdy nie siedział w medytacji, a jednak praktykował sŏn nieustannie. Zawsze chwytał się najbardziej niewdzięcznych prac: zbierania drewna, uprawiania ziemi itd. i nigdy nie robił z tego powodu żadnych wymówek. Jeśli w klasztorze nie było już nic do roboty, szedł do następnego i wykonywał znów najgorsze prace. Był prawdziwym człowiekiem sŏnu, żyjącym życiem bez pozostawiania najmniejszego śladu.

## Linia przekazu Dharmy zen
Pierwsza liczba oznacza liczbę pokoleń mistrzów od 1 Patriarchy indyjskiego Mahakaśjapy.
Druga liczba oznacza liczbę pokoleń od 28/1 Bodhidharmy, 28 Patriarchy Indii i 1 Patriarchy Chin.
Trzecia liczba oznacza początek nowej linii przekazu w danym kraju.
- 63/36/7. Sosan Taesa (Chŏnghŏ Hyujŏng) (1520–1604)
  - 64/37/8. Soyo T’aehung
  - 64/37/8. Paegun Powan
  - 64/37/8. Noemuk Ch'oyong
  - 64/37/8. Pyokchon Uichon
  - 64/37/8. Samyung Songun (Samyong Yujong) (1544–1609)
  - 64/37/8. P’yŏnyang Ŏngi (1581–1644)
    - 65/38/9. P'ungdam Ŭisim
      - 66/39/10. Wŏldam Sŏlje
        - 67/40/11. Hwansŏng Chian
          - 68/41/12. Hoam Ch'ejŏng
            - 69/42/13. Ch'ŏngbong Kŏan
              - 70/43/14. Yulbong Ch'ŏnggo
                - 71/44/15. Kŭmhŏ Pŏpch'ŏm
                  - 72/45/16. Yongam Hyeŏng
                    - 73/46/17. Yŏnwŏl Pongyul
                      - 74/47/18. Manhwa Posŏn
                        - 75/48/19. Kyŏnghŏ Sŏng'u (1846–1912)
                          - 76/49/20. Suwŏl (1855–1928) nie pozostawił następców